# Peneplain Peak
Der Peneplain Peak ist ein 2650 m hoher Berg in der antarktischen Ross Dependency. In der Königin-Alexandra-Kette des Transantarktischen Gebirges ragt er inmitten des Hampton Ridge zwischen dem Montgomerie- und dem Mackellar-Gletscher auf.
Ein Geologenteam der Ohio State University, das zwischen 1967 und 1968 in diesem Gebiet tätig war, nahm die Benennung vor. Namensgebend ist eine von ihm entdeckte Rumpffläche (englisch peneplain) auf dem Berg.